# Moosburg (Federsee)
Moosburg ist eine Gemeinde zwischen dem Federsee und dem Berg Bussen im Landkreis Biberach in Baden-Württemberg. Es ist sowohl nach Einwohnerzahl als auch nach Markungsgröße die kleinste unter den neun Verbandsgemeinden des Gemeindeverwaltungsverbands Bad Buchau.

## Geographie

### Lage
Moosburg liegt am Rand des Federseebeckens und umfasst verlandete Gebiete des Urfedersees und leicht ansteigendes Altmoränenland. Der Weiler Siedlung Moosburg ist ein Straßendorf von rund einem Kilometer Länge und liegt auf einer Moränenzunge, die von Norden in das Becken hineinreicht. Die Gemeinde ist waldfrei.

### Gemeindegliederung
Die Gemeinde Moosburg besteht aus dem namengebenden Weiler Moosburg und dem Weiler Brackenhofen.

## Geschichte

### Vorgeschichte
Uferwegen des eiszeitlichen Federsees auf dem heutigen Gemeindegebiet wird aufgrund von Radiokarbon-Untersuchungen ein Alter von etwa 8000 Jahren zugeschrieben. Archäologische Funde verweisen auf eine Besiedlung in der Mittleren Steinzeit.

### Mittelalter
1306 wird im Habsburger Urbar eine Burg erwähnt („Bei dem See liegt ein Burgstall und eine Matte“). 1411 wird sie urkundlich als „Müsburg“, 1496 als „Mospurg“ (von Moos = Moor) genannt.
 Der Ortsteil Brackenhofen wurde im 15. Jahrhundert als Betzenweiler zugehörig erwähnt.
Der Burgstall wurde 1496 von einem Buchauer Bürger dem Damenstift Buchau verkauft. 

### Frühe Neuzeit
Im 17. Jahrhundert waren zwei Höfe in Brackenhofen im Besitz des Stifts Buchau.
Der Weiler Moosburg wurde vom Stift Buchau nach einer Rodung 1792 angelegt und erhielt den Namen der Burg. Die letzte Äbtissin von Buchau plante in dem Ort ihre Grabkapelle, die jedoch unvollendet 1812 abgebrochen wurde.
Infolge der Säkularisation kam Moosburg 1803 mit dem Stift Buchau an die Fürsten von Thurn und Taxis, die es dem neu gebildeten Reichsfürstentum Buchau eingliederten. Mit der Mediatisierung dieses Fürstentums gelangte der Ort 1806 unter die Staatshoheit des Königreichs Württemberg, blieb aber noch mit Unterbrechungen im Amt Buchau-Dürmentingen bis 1849 Teil der Standesherrschaft der Fürsten von Thurn und Taxis. Schon 1807 besuchte der württembergische König Friedrich I. den Federsee und legte nach einer Schifffahrt mit seinem Gefolge in Moosburg an.

### Verwaltungszugehörigkeit
Moosburg war Teil der Gemeinde Betzenweiler und gehörte für mehr als ein Jahrhundert zum Oberamt Riedlingen. 1873/1874 wurde Moosburg mit Brackenhofen aus der Gemeinde Betzenweiler ausgegliedert und bildet seither eine eigenständige Gemeinde im Oberamt Riedlingen. Bei der Kreisreform während der NS-Zeit in Württemberg gelangte Moosburg 1938 zum Landkreis Saulgau. Im Jahre 1945 wurde Moosburg Teil der Französischen Besatzungszone und kam somit zum Nachkriegsland Württemberg-Hohenzollern, welches 1952 im Bundesland Baden-Württemberg aufging. Seit der Kreisreform von 1973 ist die Gemeinde Teil des Landkreises Biberach. Durch die Gründung des Gemeindeverwaltungsverbandes Bad Buchau, welchem Moosburg angehört, konnte die Selbständigkeit der Gemeinde bis heute erhalten bleiben.

### Religionen
Moosburg ist römisch-katholisch geprägt. In Moosburg gibt es eine Filialgemeinde der Pfarrei St. Clemens in Betzenweiler, die bis zum Jahre 2007 zum Dekanat Riedlingen gehörte. Eine anstelle einer älteren Kapelle 1882 errichtete Kapelle St. Modesta wurde nach der Eröffnung einer neuen Kirche St. Maria 1966 abgerissen. Heute ist die Gemeinde Teil der Seelsorgeeinheit Federsee im Dekanat Biberach der Diözese Rottenburg-Stuttgart.
Die evangelischen Christen gehören zur Kirchengemeinde Bad Buchau im Kirchenbezirk Riedlingen der Evangelischen Landeskirche in Württemberg.

### Einwohnerentwicklung
- 1871: 144 Einwohner
- 1910: 188 Einwohner
- 1939: 177 Einwohner
- 1950: 190 Einwohner
- 1961: 162 Einwohner
- 1970: 161 Einwohner
- 1991: 176 Einwohner
- 1995: 190 Einwohner
- 2005: 190 Einwohner
- 2010: 173 Einwohner
- 2015: 217 Einwohner

## Politik

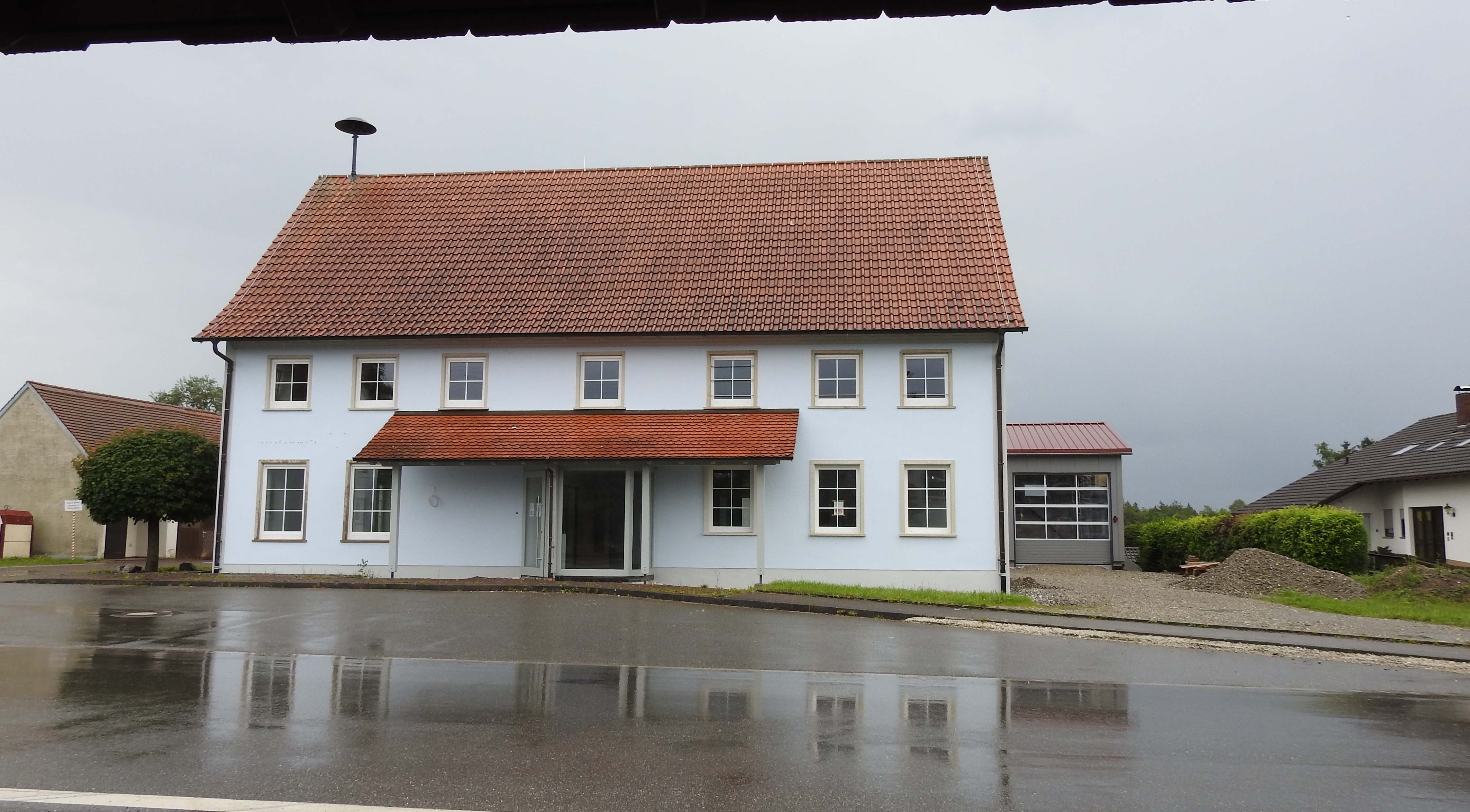
Rathaus Moosburg

### Gemeinderat
Nach der Kommunalwahl 2019 hat der Gemeinderat acht Mitglieder.

### Bürgermeister
- Bis 2018: Dietmar Rehm
- Seit 2018: Klaus Gaiser

Der damals 54-jährige Diplombauingenieur Klaus Gaiser setzte sich bei der Bürgermeisterwahl im Oktober 2018 mit 63,47 Prozent der Stimmen gegen vier Mitbewerber durch.

### Wappen
| Wappen der Gemeinde Moosburg | Blasonierung: „In Blau eine goldene (gelbe) Burg mit zwei Zinnentürmen.“ |
| Wappen der Gemeinde Moosburg | Wappenbegründung: Im Jahre 1964 zeigte das Dienstsiegel der Gemeinde ein nicht heraldisch aufgefasstes Fantasiebild einer Burg, die auf den Ortsnamen hinweisen sollte. Bei der anschließenden Gestaltung ihres Wappens knüpfte die Gemeinde an dieses Motiv an. Der Namen Moosburg bedeutet „Burg im Moor“. Das Innenministerium hat das redende Wappen am 16. Februar 1966 verliehen. |

## Wirtschaft und Infrastruktur
Die Gemeinde ist landwirtschaftlich geprägt. Zwei Handwerksbetriebe und ein Transportunternehmen sind am Ort ansässig.

### Verkehr
Moosburg ist durch eine Landstraße und einen naturschönen Fußweg (Steg) mit Bad Buchau verbunden.
Durch Moosburg führt als Landes-Radfernweg der Oberschwaben-Allgäu-Radweg. Er ist eine Rundstrecke über Ulm und Tettnang und verläuft dabei von Bad Saulgau kommend über Dürnau und Kanzach nach Moosburg. Danach verläuft er über Bad Buchau und Oggelshausen nach Alleshausen, einmal fast um den Federsee herum.

### Bildung
Die Moosburger Grundschüler besuchen die Grundschule Alleshausen. Weiterführende Schulen gibt es in Bad Buchau.

## Sehenswürdigkeiten
- Reste der eventuell frühmittelalterlichen Moosburg südlich des Ortes. Die Burg ist wohl schon vor 1300 abgegangen, 1306 wird ein Burgstall erwähnt. Reste des ringförmigen Wallgrabens, der ehemals inselartig im Federseeried lag, sind erhalten.
- Kirche St. Maria, erbaut 1966, renoviert 1983